# 必和必拓

合拼前的標誌

必和必拓（BHP Group Limited，LSE：BLT，：BHP，ASX：BHP，JSE：BIBLT）是世界最大的综合矿业公司，全球最大的资源公司，2017-2018财年公司总收入约为436.38亿美元，持续经营税后利润达66.94亿美元，已跻身全球五百强中发展最迅速的公司之一。截至2018年12月，公司市值約為1,073.03億澳元。 在2020年福布斯全球2000强中，必和必拓集团被列为全球第93大上市公司。2022年1月，必和必拓放弃了在伦敦证券交易所的上市，成为一家在澳大利亚证券交易所完全上市的公司。截至2022年，以市值来衡量, 必和必拓是澳大利亚最大的公司，也是世界上最大的矿业公司。
必和必拓在25个国家拥有广泛的采矿业务，范围包括铁矿石、钻石、煤炭、石油、天然气、铜、铀和矾土等。拥有目前铜年开采量最大的埃斯孔迪达铜矿（Escondida）和铀储量最多的Olympic Dam铀矿。

## 歷史
必和必拓由澳大利亚的布罗肯希尔控股公司（Broken Hill Proprietary Company）和英国的勿里洞岛公司（Billiton）于2001年合并而成。其中占股约60%的澳大利亚公司总部位于墨尔本，占股约40%的英国公司总部位于伦敦。
Billiton是於1860年9月29日於荷蘭海牙成立，從事採礦。其公司史上首個獲得採礦權，是該年11月於荷屬東印度群島的採錫礦合約。1970年蜆殼公司收購了Billiton；1997年，成為富時100指數成分股。
Broken Hill Proprietary是成立於1885年，專門於新南威爾士州西部，從事開採銀礦和鉛礦；1915年又涉足鋼鐵生產；於1960年代，又開始開發石油。
兩家公司於2001年合併。
2010年1月，必和必拓計劃收購位於加拿大薩斯喀徹溫的薩斯喀徹溫鉀碱股份有限公司，總代價為400億美元，但由於受退休基金、薩斯喀徹溫政府等股東反對下，被迫擱置收購。
2011年7月15日，必和必拓以約121億美元全現金方式收購美國天然氣生產商Petrohawk能源公司，收購價折合每股38.75美元
並承擔Petrohawk債務，使交易總值達151億美元。
2018年7月27日英國石油以105億美元收購必和必拓大部分在美國的陸上石油和天然氣資產，當中包括鷹堡（Eagle Ford）、海恩斯維爾（ Haynesville）和新墨西哥州東部的二疊紀盆地（Permian basin）。 
2018年7月27日Merit Energy Company以3億美元，收購必和必拓石油(阿肯色)公司及費耶特維爾（Fayetteville）資產。
2018年11月，加拿大紐芬蘭和拉布拉多海洋石油委員會宣布，必和必拓已成功收購加拿大東部海上Orphan盆地上8個和12個區塊的兩個勘探許可證100％的參與權益和經營權。
2018年11月，BHP Billiton Limited 和 BHP Billiton Plc 將其名稱變更為 BHP Group Limited 和 BHP Group Plc。

## 其他
- 淡水河谷
- 力拓集團